# Michael Stern
Michael Stern (Natters, 23 december 1933) is een Oostenrijks componist, muziekpedagoog en dirigent.

## Levensloop
Stern kreeg als jonge jongen in zijn geboorteplaats les van Gottlieb Weissbacher op de flügelhorn, zodat hij op 13-jarige leeftijd lid werd van de Musikkapelle Natters. In 1950 wisselde hij van instrument en werd trombonist. Kort daarna speelde hij al mee in het stedelijk symfonieorkest van Innsbruck. Hij studeerde trombone aan de Hochschule für Musik Würzburg in Würzburg bij Walter Daum.
Zijn carrière begon als trombonist in bekende Duitse symfonieorkesten, zoals het orkest van het Staatstheater in Karlsruhe, de Münchener Philharmoniker, het Symfonieorchester des Bayerischen Rundfunks, München, het orkest van de Bayreuther Festspiele in Bayreuth.
Ook als docent was hij werkzaam aan de Hochschule für Musik Karlsruhe, aan het Trapp'sche Konservatorium in München, het Richard-Strauss-Konservatorium in München, het Tiroler Landeskonservatorium in Innsbruck en aan de Hochschule für Musik und Theater in München. In 1993 werd hij benoemd tot Honorarprofessor aan het ministerie van Cultuur van de deelstaat Beieren. 
Hij was vele jaren dirigent van de Stadtmusikkapelle Wilten in Innsbruck en werd daarvan ere-kapelmeester. Eveneens was hij dirigent van de Tiroler Kaiserjägermusik en sinds 2002 is hij dirigent van de Musikkapelle Mutters. In 2001 werd hij onderscheiden met het Verdienstkreuz des Landes Tirol.
Als componist schrijft hij vooral voor harmonieorkesten en kleine ensembles.

## Composities

### Werken voor harmonieorkest
- 1980 Klausner Festmarsch
- 1982 Immer flott
- 1985 Veldidena
- Frisch voran
- Hurra die Kaiserjäger
- Mein Tirol

- Gemeinsame Normdatei: 129948861
- Virtual International Authority File: 67559925
- WorldCat: E39PBJB8xBr3qGXjBvvfwph4MP